# Плоске (Беленінське сільське поселення)
Плоске (рос. Плоское) — присілок Сафоновського району Смоленської області Росії. Входить до складу Беленінського сільського поселення.
Населення — 3 особи (2007 рік). 